# Штандарт (яхта, 1895)
Императорская яхта «Штандарт» (в 1918—1936 годах — яхта «18 марта», в 1936—1948 годах — минный заградитель «Марти», с 1948 года — «Ока») — судно Балтийского флота ВМФ Российской империи и ВМФ СССР.
Была заложена 1 октября 1893 года как императорская яхта на датской верфи «Бурмейстер и Вайн» по указу императора Александра III. Стала любимым судном императора Николая II.
В 1933—1936 годах была переоборудована в минный заградитель.

## История до 1917 года

### Название
Наименование «Штандарт» было дано в честь открытия Российской империей нового торгового пути через Балтийское море. Название было дано нескольким кораблям Российского императорского флота до 1917 года: «Штандарт» (фрегат, 1703), «Штандарт» (фрегат, 1824), «Штандарт» (яхта, 1857) и последним из них была данная императорская яхта.

### Строительство
29 августа 1893 года Александр III вместе с императрицей Марией Фёдоровной и цесаревичем Николаем Александровичем прибыли на корабле «Полярная звезда» в Копенгаген. 27 сентября 1893 года петербургские газеты опубликовали телеграмму из Копенгагена, извещающую жителей столицы о том, что «государь император сего числа повелеть соизволил строящийся здесь пароход числить императорской яхтою. Закладку корабля назначить в пятницу, 1 октября…». В этот же день временно-управляющий морским министерством генерал-адъютант А. Кремер издал приказ по морскому ведомству № 123, оповещающий о решении Александра III «строящийся в Копенгагене пароход наименовать императорской яхтою „Штандарт“».
27 ноября 1893 года особым распоряжением генерал-адмирала Великого князя Алексея Александровича яхту включили в список судов 1-го ранга 5-го флотского экипажа.
На торжественном спуске на воду флагмана эскадры императорских яхт присутствовал уже новый император Николай II, по поручению которого адмирал Дубасов телеграфировал из Копенгагена в Петербург: «Сегодня, 26 февраля 1895 года, в 2 ч 15 минут императорская яхта „Штандарт“, невзирая на лёд, замечательно плавно сошла на воду… на спуске присутствовали датский наследный принц, принцесса и члены королевской семьи».
8 сентября 1896 года «Штандарт», не завершив ходовые испытания, принял на борт Николая II и императрицу Александру Фёдоровну, после этого в сопровождении яхты «Полярная звезда» ушёл в Англию. Начиная с этого похода началась 20-летняя служба «Штандарта».

### Характеристика судна
«Штандарт» имел 3 мачты, водоизмещение — 5480 тонн, длину — 128 м, ширину — 15,8 м, осадку — 6,6 м, проектную скорость — 22 узла, 24 котла и 2 винта. Вооружение — 8 47-мм орудий. Экипаж — 373 человека. Острый клиперштевень «Штандарта» украшала золочёная носовая фигура как бы летящего двуглавого орла.
Для отделки императорских покоев применяли гораздо меньше различных ценных пород дерева в отличие от «Полярной звезды». Императорские покои отделывали деревом вишни и ореха, а стены в императорских жилых каютах облицовывали тиснёной кожей или обтягивали кретоном. Помещения вдовствующей императрицы и великих князей и княжон — березой, столовую — ясенем, а коридоры — дубом, клёном под птичий глаз и белым буком. По особому указу Николая II золочение нигде не применяли. Для отделки помещений экипажа использовали дуб и сосну, окрашенные белой краской.
В кормовой части верхней палубы, традиционно для царских яхт, размещалась большая рубка. В ней находились столовая для официальных приёмов, рабочий кабинет и приёмная императора. В носовой части верхней палубы перед первой трубой располагались штурманская рубка, две рубки для начальствующего состава, над ними — ходовой мостик с рулевой рубкой. На главной палубе (над машинным отделением) находились императорские каюты. Каждый блок кают императора, императрицы и вдовствующей императрицы состоял из гостиной, спальни и ванной. На этой же палубе размещались столовая, салон, каюты великих князей и княжон, офицеров яхты и корабельная кают-компания. На нижней палубе находились каюты для детей императорской фамилии, помещения для прислуги, кубрики экипажа и душевые кабины. На этой же палубе размещались радиорубка, выгородки динамо-машин, мастерские и некоторые кладовые. Ниже этой палубы, в носовой части яхты, находились грузовой трюм и пороховой погреб, а в кормовой — рефрижераторы для скоропортящейся провизии. Для обслуживающего персонала и команды были созданы значительно лучшие условия обитания, чем на предыдущих яхтах. По воспоминаниям контр-адмирала С. Н. Тимирёва, на яхте комфортабельно размещалось «при высочайших плаваниях до 500 человек народу».

### Приём официальных лиц на «Штандарте»
Летом 1897 года новую императорскую яхту с кратковременными визитами посетили в Кронштадте: сиамский король, германский император и президент Франции. В дальнейшем при посещениях России главами иностранных государств Николай II неоднократно принимал их на борту «Штандарта». На нём трижды побывал Вильгельм II в июле 1902 года во время манёвров учебного артиллерийского отряда Балтийского флота; он заходил на борт во время встречи российского и немецкого императоров в июле 1907 года в Свинемюнде, а потом в июне 1912 года, когда он приходил на яхте Hohenzollern на закладку в Ревеле нового порта Петра Великого. В августе того же 1912 года Николай II принимал на «Штандарте» и вёл дипломатические переговоры с премьер-министром Франции Раймоном Пуанкаре. После чего «Штандарт» был отправлен на франко-русский завод для капитального ремонта. Но царю плавать на отремонтированной яхте уже не довелось.

### Авария
29 августа 1907 года яхта с императором, всей императорской семьёй и свитой на борту, которую вёл финский лоцман Иоганн Блумквист, в Абосских шхерах у острова Граншер неожиданно наскочила на небольшую каменную гряду (скалу), не указанную на карте. Машины были остановлены, а на яхте объявили аварийную тревогу. При ударе о скалу дал трещину форштевень, появились две пробоины в носовой части, были затоплены две передние кочегарки, помято первое дно под машиной и выгнут фундамент в кормовой кочегарке. Императорская семья была пересажена на крейсер (посыльное судно) «Азия» и доставлена на борт колёсной яхты «Александрия». Капитан и команда остались на борту ликвидировать последствия аварии. Судно было частично разгружено, после заделки пробоин и откачки воды его 6 сентября сняли с камней и на буксире отправили на ремонт, продолжавшийся около двух месяцев. 12 ноября 1907 года состоялся суд над виновниками, окончившийся крайне мягкими приговорами: К. Д. Нилов и И. И. Чагин получили выговоры, И. И. Конюшков снят с должности, директор Главного управлений лоций и маячного ведомства Финляндии генерал-лейтенант Шеман оправдан, дело лоцмана И. Блумквиста передано в морское ведомство Финляндии. Однако и этот сверхмягкий приговор подсудимые обжаловали и в новом заседании суда 21 декабря 1907 года все они были оправданы.
Командиры: Чагин Иван Иванович — с 1905 (капитан 2 ранга) по 1909 (контр-адмирал).

## История после 1917 года
В 1917 году команда яхты принимала участие сначала в Февральской, а затем и Октябрьской революциях. На борту судна размещали центральный революционный орган моряков-балтийцев «Центробалт».
Весной 1918 года «Штандарт» участвовал в «Ледовом походе», в тяжёлых ледовых условиях корабль совершил переход из Гельсингфорса в Кронштадт.
В 1918 году потерявшая гвардейский статус и переименованная в «18 марта» (в память о первом дне Парижской коммуны) яхта была законсервирована и надолго встала на прикол в Военную гавань Кронштадта. Некоторые авторы[кто?] упоминают, что в 1920 году яхта сильно пострадала при какой-то аварии в порту.
По мере начала работ по восстановлению флота о «Штандарте» вспомнили. В 1927 году руководство Технического управления МСБМ предлагало передать корабль на слом, но в руководстве ВМС РККА с таким предложением категорически не согласились. В 1928 году рассматривались планы переоборудования «Штандарта» в плавбазу подводных лодок или торпедных катеров, но в итоге было решено, что наиболее оптимальным вариантом будет её переоборудование в минный заградитель. Проект переоборудования был подготовлен в 1931 году и передан на исполнение в Кронштадтский морской завод со сроком завершения работ в 1933 году. Но отсутствие достаточных технических мощностей и подготовленных кадров на заводе привело к срыву задания. Тогда был подготовлен новый проект, а выполнение его передано в Ленинград.

### Переоборудование
В 1933—1936 годах на заводе им. Марти (Ленинград)судно было переоборудовано в минный заградитель. Приказом начальника Морских сил Балтийского моря Л. М. Галлера от 22 января 1934 года «Штандарт» был переименован в «Марти» в честь имевшего в то время большую известность французского деятеля революционного движения Андре Марти.
25 декабря 1936 года на «Марти» был поднят Военно-морской флаг СССР, и он официально вошёл в состав КБФ. На судно были установлены новейшие устройства для постановки морских мин (корабль принимал на борт от 310 до 489 мин в зависимости от конкретного типа мины), мощное артиллерийское вооружение (четыре 130-мм орудия главного калибра, семь 76,2-мм универсальных орудий Лендера, три 45-мм зенитные пушки, четыре пулемёта калибра 7,62 мм). Были установлены новые паровые машины, обеспечивавшие скорость хода свыше 18 узлов и дальность плавания до 2300 миль. На корабле устанавливались два паравана. В итоге флот получил современный по тому времени корабль, который английские военно-морские справочники именовали минным крейсером.
В 1938 году корабль стал флагманом соединения заграждения и траления Балтийского флота. В начале советско-финской войны в декабре 1939 года корабль выполнил постановку минного заграждения у побережья Финляндии, за что получил благодарность Военного совета Балтийского флота. Летом 1941 года экипаж «Марти» завоевал переходящее Красное знамя Наркомата Военно-Морского Флота.

### Участие вВеликой Отечественной войне
На выполнение своей первой боевой задачи — постановку минного заграждения в устье Финского залива — «Марти» вышел в ночь с 22 на 23 июня 1941 года. По докладу командира, 25 июня при выполнении боевого задания заградителем была потоплена первая подводная лодка противника (не подтверждается потеря ни финских, ни немецких лодок). До ноября 1941 года «Марти» практически непрерывно выполнял задачи по постановке минных заграждений (им выставлено 10 заграждений), многократно подвергаясь атакам немецкой авиации и получив несколько раз при этом значительные повреждения.
1—3 ноября 1941 года минный заградитель в составе отряда кораблей под командованием вице-адмирала В. П. Дрозда принял участие в походе на полуостров Ханко для эвакуации его защитников. На пути к Ханко в параване «Марти» взорвалась мина, от взрыва корабль получил сильные повреждения: пострадали 3 котла, вышла из строя система управления кораблём, погнут шток одного из цилиндров). Экипаж самоотверженными усилиями устранил в море наиболее тяжёлые повреждения и продолжил выполнение боевой задачи. На Ханко «Марти» принял на борт и вывез в Кронштадт 2029 бойцов, 60 орудий, 11 минометов, снаряды и продовольствие и ещё около 800 т груза.
По возвращении из похода корабль пришлось срочно поставить в ремонт. Находясь в Ленинграде, «Марти» принимал участие в обороне города. Корабль был поставлен на Неве и тщательно замаскирован, его артиллерия участвовала в огневой поддержке сухопутных частей. Ответным огнём немецкой артиллерии удалось добиться нескольких попаданий в корабль, но причинённые повреждения носили незначительный характер.
3 апреля 1942 года первым в истории СССР приказом о присвоении звания «Гвардейского корабля» в «ВМФ СССР» это звание было присвоено минному заградителю «Марти» (одновременно с крейсером «Красный Кавказ», эсминцем «Стойкий», тральщиком Т-205 «Гафель» и подводными лодками «Д-3», «М-171», «М-174», «К-22»).
Для борьбы с вражеской авиацией в 1943 году была произведена замена устаревших корабельных пулемётов на три 12,7-мм пулемёты ДШК и «Виккерс».
За годы войны «Марти» прошёл 4252 морские мили, выставил 3159 морских мин, его зенитчики сбили 6 немецких самолётов. 117 членов экипажа корабля были награждёны орденами и медалями.

### Послевоенная история
В 1948 году после публикации в газете L’Humanité статьи Андре Марти с критикой в адрес ВКП (б) и лично И. В. Сталина корабль вновь сменил название на новое — «Ока». После 1950 года корабль был разоружён и переоборудован в плавказарму, а в 1961 году — в плавучую мишень для ракетных стрельб. В середине 1960-х годов корабль был разобран на металл.
Корабль исполнил роль крейсера «Елизавета» в художественном фильме «Мичман Панин» (режиссёр Михаил Швейцер, «Мосфильм», 1960 год).

## Командиры корабля
- капитан 1 ранга Жвания Георгий Сильвестрович (1918—1921)
- капитан 2 ранга Карпов Иван Григорьевич (1936—1938 — арестован ОГПУ)
- гвардии капитан 1 ранга Мещерский Николай Иосифович (1938—12.1942, затем — командир Охраны водного района Ладожской военной флотилии (ЛВФ), с 1945 снова командир «Марти»)
- гвардии капитан 2 ранга Быков Владимир Сергеевич (12.1942—1945, в 1941 — командир ЭМ «Смелый» (корабль погиб), с января до декабря 1942 — командир ЛК «Марат»)
- гвардии капитан 1 ранга Мещерский Николай Иосифович (1945—10.1947, затем командир крейсера «Чапаев»)
- гвардии капитан 2 ранга Иванов Михаил (10.1947 — ?)

## Память
В 1909 году ювелиром Дома Фаберже Хенриком Вигстрёмом было изготовлено пасхальное яйцо с яхтой «Штандарт».
В августе—сентябре 2017 года в Санкт-Петербурге состоялась выставка, посвящённая императорской яхте «Штандарт»